# Dominic Calvert-Lewin
Dominic Nathaniel Calvert-Lewin (Sheffield, 16 marzo 1997) è un calciatore inglese, attaccante del Leeds Utd.

## Caratteristiche tecniche
Centravanti di ruolo, può giocare anche come seconda punta, nonostante a inizio carriera giocasse da mediano box-to-box. Sa tirare con entrambi i piedi, inoltre possiede un buon senso del posizionamento, bravo anche nei calci di rigore. È molto abile nel gioco aereo grazie anche alla sua altezza, è un buon colpitore di testa, tra l'altro il fisico longilineo gli garantisce anche una buona velocità. Considerato uno dei migliori talenti inglesi in giovane età, la sua carriera è stata condizionata da infortuni e una forte discontinuità.

## Carriera

### Club
Cresciuto nelle giovanili dello Sheffield United, è ceduto in prestito prima allo Stalybridge Celtic, club di Conference North (la sesta serie del calcio inglese), dove ha segnato sei gol in cinque partite fra dicembre 2014 e febbraio 2015, poi al Northampton Town, in quarta divisione, nel corso della stagione 2015-2016. Dopo aver giocato i primi mesi in League Two torna allo Sheffield United per disputare la seconda parte in League One.
Il 31 agosto del 2016 l'Everton lo acquista a titolo definitivo facendogli firmare un contratto quadriennale, per una cifra che si aggira sul milione e ottocentomila euro. Inizialmente aggregato alla formazione under-23, esordisce il 13 dicembre 2016 in Premier League nella sfida vinta 2-1 sull'Arsenal e segna il suo primo gol nel massimo campionato inglese il 18 marzo 2017, contro l'Hull City (4-0).
Con l'arrivo di Sam Allardyce come manager a fine novembre 2017 comincia a essere utilizzato stabilmente come centravanti, le sue prestazioni positive gli valgono il rinnovo di contratto firmato il 14 dicembre 2017 fino al 30 giugno 2023.
Migliora i suoi numeri realizzativi nella stagione 2019,la prima in doppia cifra in Premier League con Marco Silva in panchina con 13 goal. La stagione successiva 2020/2021 è la sua migliore con la maglia dei toffees grazie all'arrivo di Carlo Ancelotti che sfrutta al meglio le sue qualità in zona goal,ben 16 reti in campionato.
La stagione 2021/2022 è la più difficile nella carriera di Calvert Lewin, la causa è un infortunio al piede che lo tiene ai box dal 28 agosto al 31 dicembre 2021, per più di mezza stagione. Lo stesso calciatore inglese dichiara in seguito che ha avuto bisogno di parlare per superare questo infortunio e supporta i giovani nel fare la stessa cosa. Al rientro dai problemi fisici ritorna ai goal, il 19 maggio 2022 segna il goal decisivo nella vittoria contro il Crystal Palace per 3-2. Contribuisce alla rimonta salvezza in Premier League della squadra di Frank Lampard con 5 goal e 2 assist in 17 presenze.
La stagione successiva 2022/2023 è altrettanto condizionata dai problemi fisici, a causa di un infortunio al ginocchio salta la preparazione fisica con la squadra, resta fermo dal 4 agosto al 3 ottobre 2022. Al rientro, l'attaccante inglese subisce delle ricadute fisiche alla coscia che lo tengono ai box per più di 30 partite, chiude questa annata con 17 presenze e 2 goal in Premier League.
L'annata 2023/2024 porta alla momentanea fine dei problemi fisici con Calvert Lewin in ripresa nella condizione fisica. L'attaccante inglese ritrova la titolarità e sigla 7 goal, 2 assist in 32 presenze, un ritorno positivo dai molti guai fisici.
Nella stagione 2024/2025 ritornano i problemi fisici con un infortunio grave alla coscia che lo ferma dal 26 gennaio fino ad inizio maggio 2025. L'Everton si affida ad uno specialista per cercare di recuperare la sua condizione fisica ma prende in considerazione l'idea di non rinnovare il suo contratto in scadenza a fine stagione.
Il 15 agosto 2025 firma un contratto per il Leeds Utd, neopromosso in Premier League.

### Nazionale
Ha partecipato ai Mondiali Under-20 del 2017 in Corea del Sud con l'Inghilterra, dove ha segnato due gol, il primo battendo per 3-0 l'Argentina e il secondo nella finale vinta il 7 giugno per 1-0 contro il Venezuela.
Ha giocato nella nazionale inglese Under-21, con la quale nel 2019 ha anche partecipato al campionato europeo di categoria.
Il 1º ottobre 2020 viene convocato per la prima volta in nazionale maggiore dal CT Gareth Southgate per le gare di UEFA Nations League 2020-2021. L'8 ottobre successivo fa il suo esordio come titolare con la maglia dei tre leoni, andando anche a segno nella vittoria per 3-0 interna in amichevole contro il Galles.
Nell'estate del 2021 viene inserito nella lista dei convocati per il posticipato campionato d'Europa 2020, dove colleziona due presenze, rispettivamente nei gironi e nei quarti. Al termine della manifestazione la nazionale inglese conquista il secondo posto, perdendo ai rigori la finale di Wembley contro l'Italia.

## Statistiche

### Presenze e reti nei club
Statistiche aggiornate al 15 agosto 2025.
| Stagione                | Squadra                 | Campionato              | Campionato | Campionato | Coppe nazionali | Coppe nazionali | Coppe nazionali | Coppe continentali | Coppe continentali | Coppe continentali | Altre coppe | Altre coppe | Altre coppe | Totale | Totale |
| Stagione                | Squadra                 | Comp                    | Pres       | Reti       | Comp            | Pres            | Reti            | Comp               | Pres               | Reti               | Comp        | Pres        | Reti        | Pres   | Reti   |
| ----------------------- | ----------------------- | ----------------------- | ---------- | ---------- | --------------- | --------------- | --------------- | ------------------ | ------------------ | ------------------ | ----------- | ----------- | ----------- | ------ | ------ |
| 2013-2014               | Stalybridge Celtic      | NLN                     | 5          | 6          | FACup+CdL       | 0+0             | 0+0             | -                  | -                  | -                  | FLT         | 0           | 0           | 5      | 6      |
| 2014-2015               | Sheffield United        | FL1                     | 11         | 0          | FACup+CdL       | 0+1             | 0+0             | -                  | -                  | -                  | -           | -           | -           | 12     | 0      |
| 2015-2016               | Northampton Town        | FL2                     | 20         | 5          | FACup+CdL       | 2+2             | 1+1             | -                  | -                  | -                  | FLT         | 2           | 1           | 26     | 8      |
| Totale Sheffield United | Totale Sheffield United | Totale Sheffield United | 11         | 0          |                 | 1               | 0               |                    |                    |                    |             | 0           | 0           | 12     | 0      |
| 2016-2017               | Everton                 | PL                      | 11         | 1          | FACup+CdL       | 0+0             | 0+0             | -                  |                    | -                  | -           | -           | -           | 11     | 1      |
| 2017-2018               | Everton                 | PL                      | 32         | 4          | FACup+CdL       | 1+2             | 0+3             | UEL                | 9                  | 1                  | -           | -           | -           | 44     | 8      |
| 2018-2019               | Everton                 | PL                      | 35         | 6          | FACup+CdL       | 2+1             | 0+2             | -                  | -                  | -                  | -           | -           | -           | 38     | 8      |
| 2019-2020               | Everton                 | PL                      | 36         | 13         | FACup+CdL       | 1+4             | 0+2             | -                  | -                  | -                  | -           | -           | -           | 41     | 15     |
| 2020-2021               | Everton                 | PL                      | 33         | 16         | FACup+CdL       | 3+3             | 2+3             | -                  | -                  | -                  | -           | -           | -           | 39     | 21     |
| 2021-2022               | Everton                 | PL                      | 17         | 5          | FACup+CdL       | 1+0             | 0+0             | -                  | -                  | -                  | -           | -           | -           | 18     | 5      |
| 2022-2023               | Everton                 | PL                      | 17         | 2          | FACup+CdL       | 1+0             | 0+0             | -                  | -                  | -                  | -           | -           | -           | 18     | 2      |
| 2023-2024               | Everton                 | PL                      | 32         | 7          | FACup+CdL       | 3+3             | 0+1             | -                  | -                  | -                  | -           | -           | -           | 38     | 8      |
| 2024-2025               | Everton                 | PL                      | 26         | 3          | FACup+CdL       | 0+0             | 0+0             | -                  | -                  | -                  | -           | -           | -           | 26     | 3      |
| Totale Everton          | Totale Everton          | Totale Everton          | 239        | 57         |                 | 25              | 13              |                    | 9                  | 1                  |             | -           | -           | 267    | 71     |
| 2025-2026               | Leeds Utd               | PL                      | -          | -          | FACup+CdL       | -               | -               | -                  | -                  | -                  | -           | -           | -           | -      | -      |
| Totale carriera         | Totale carriera         | Totale carriera         | 275        | 68         |                 | 30              | 15              |                    | 9                  | 1                  |             | 2           | 1           | 316    | 85     |

### Presenze e reti in nazionale
| Cronologia completa delle presenze e delle reti in nazionale ― Inghilterra | Cronologia completa delle presenze e delle reti in nazionale ― Inghilterra | Cronologia completa delle presenze e delle reti in nazionale ― Inghilterra | Cronologia completa delle presenze e delle reti in nazionale ― Inghilterra | Cronologia completa delle presenze e delle reti in nazionale ― Inghilterra | Cronologia completa delle presenze e delle reti in nazionale ― Inghilterra | Cronologia completa delle presenze e delle reti in nazionale ― Inghilterra | Cronologia completa delle presenze e delle reti in nazionale ― Inghilterra |
| Data                                                                       | Città                                                                      | In casa                                                                    | Risultato                                                                  | Ospiti                                                                     | Competizione                                                               | Reti                                                                       | Note                                                                       |
| -------------------------------------------------------------------------- | -------------------------------------------------------------------------- | -------------------------------------------------------------------------- | -------------------------------------------------------------------------- | -------------------------------------------------------------------------- | -------------------------------------------------------------------------- | -------------------------------------------------------------------------- | -------------------------------------------------------------------------- |
| 8-10-2020                                                                  | Londra                                                                     | Inghilterra                                                                | 3 – 0                                                                      | Galles                                                                     | Amichevole                                                                 | 1                                                                          | 58’                                                                        |
| 11-10-2020                                                                 | Londra                                                                     | Inghilterra                                                                | 2 – 1                                                                      | Belgio                                                                     | UEFA Nations League 2020-2021 - 1º turno                                   | -                                                                          | 65’                                                                        |
| 14-10-2020                                                                 | Londra                                                                     | Inghilterra                                                                | 0 – 1                                                                      | Danimarca                                                                  | UEFA Nations League 2020-2021 - 1º turno                                   | -                                                                          | 72’                                                                        |
| 12-11-2020                                                                 | Londra                                                                     | Inghilterra                                                                | 3 – 0                                                                      | Irlanda                                                                    | Amichevole                                                                 | 1                                                                          | 63’                                                                        |
| 15-11-2020                                                                 | Lovanio                                                                    | Belgio                                                                     | 2 – 0                                                                      | Inghilterra                                                                | UEFA Nations League 2020-2021 - 1º turno                                   | -                                                                          | 69’                                                                        |
| 25-3-2021                                                                  | Londra                                                                     | Inghilterra                                                                | 5 – 0                                                                      | San Marino                                                                 | Qual. Mondiali 2022                                                        | 2                                                                          | 63’                                                                        |
| 31-3-2021                                                                  | Londra                                                                     | Inghilterra                                                                | 2 – 1                                                                      | Polonia                                                                    | Qual. Mondiali 2022                                                        | -                                                                          | 89’                                                                        |
| 2-6-2021                                                                   | Middlesbrough                                                              | Inghilterra                                                                | 1 – 0                                                                      | Austria                                                                    | Amichevole                                                                 | -                                                                          | 66’                                                                        |
| 6-6-2021                                                                   | Middlesbrough                                                              | Inghilterra                                                                | 1 – 0                                                                      | Romania                                                                    | Amichevole                                                                 | -                                                                          | 82’                                                                        |
| 13-6-2021                                                                  | Londra                                                                     | Inghilterra                                                                | 1 – 0                                                                      | Croazia                                                                    | Euro 2020 - 1º turno                                                       | -                                                                          | 90+2’                                                                      |
| 3-7-2021                                                                   | Roma                                                                       | Ucraina                                                                    | 0 – 4                                                                      | Inghilterra                                                                | Euro 2020 - Quarti di finale                                               | -                                                                          | 73’                                                                        |
| Totale                                                                     |                                                                            | Presenze                                                                   | 11                                                                         |                                                                            | Reti                                                                       | 4                                                                          |                                                                            |